# Palau Reial de l'Almudaina
El Castell o Palau Reial de l'Almudaina, dit també simplement l'Almudaina, està situat a la ciutat de Palma, al costat de la Seu, i fou la residència històrica dels reis de Mallorca. La seva titularitat i administració corresponen a l'ens públic Patrimoni Nacional, que gestiona els béns de l'estat al servei de la Corona.
El castell recull als seus murs la història de les Illes des dels assentaments megalítics. L'edifici, d'origen romà, és una modificació de la suda musulmana iniciat el 1281, que es va prolongar fins a 1343, durant els regnats de Jaume II, fill de Jaume I el Conqueridor, Sanç I i Jaume III. Antigament, es diu que el rei Jaume II anava cada dia a resar a la seu, ja que es conta que era un home molt religiós. L'Almudaina fou la seu del Regne mallorquí durant el segle xiv, fins que va passar a Aragó amb Pere IV el 1349.

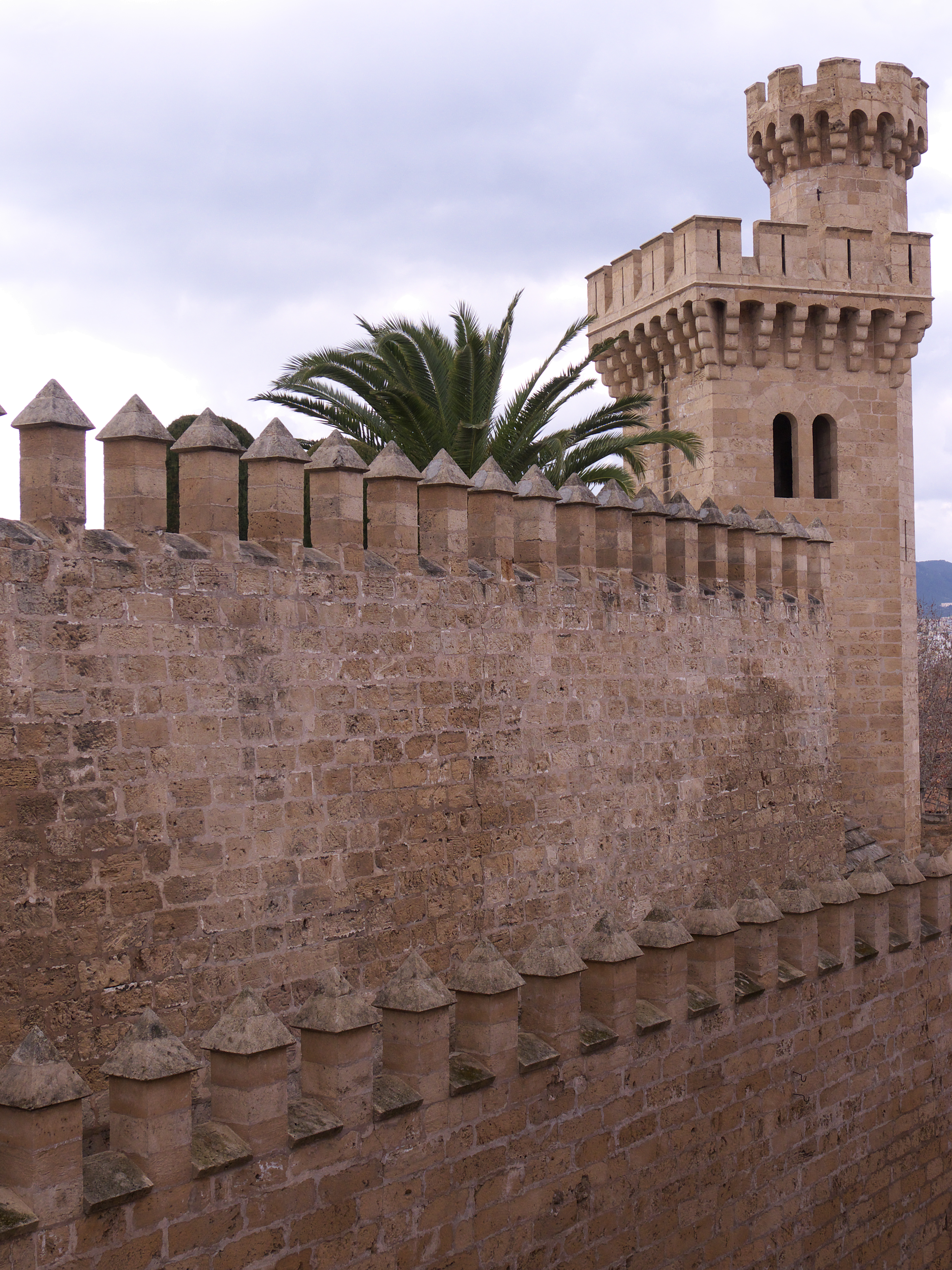
La torre dels Caps des de la costa de la Seu